# Hacıbektaş
Hacıbektaş là một huyện thuộc tỉnh Nevşehir, Thổ Nhĩ Kỳ. Huyện có diện tích 697 km² và dân số thời điểm năm 2007 là 12205 người, mật độ 18 người/km².